# Elmar Ledergerber
Elmar Ledergerber est un homme politique suisse, né le 4 avril 1944 à Engelberg, il est citoyen des communes de Andwil (Saint-Gall) et de Zurich. Il est membre du Parti socialiste suisse, il fut syndic de Zurich de 2002 à 2008, où il abrégea son mandat de deux ans pour des raisons familiales.

## Études
Elmar Lendergerber fit sa scolarité de premier niveau à Engelberg ; il fit des études supérieures à l'université de Fribourg en 1965, et obtint une licence d'histoire en 1968. De 1968 à 1971 il poursuivit ses études en économie à l'université de Saint-Gall, où il passa un doctorat en 1979.

## Carrière politique
- Militant pour le Parti socialiste suisse
- Député au Grand Conseil du canton de Zurich de 1979 à 1987.
- Conseiller national au parlement fédéral de la confédération Suisse de 1987 à 1998
- Membre de l'exécutif de la ville de Zurich de 1998 à 2002
- Syndic (maire) de la ville de Zurich à partir de 2002 à 2008